# Festival Cinéma Télérama
Le Festival Cinéma Télérama a été créé en 1998. 

## Historique
Il est né d'un partenariat entre l'hebdomadaire Télérama et l'Association française des cinémas d'art et d'essai (AFCAE), avec le soutien de Canal+ et BNP Paribas. Le principe de ce festival est de permettre aux spectateurs de revoir les films les plus marquants de l'année passée, à un prix attractif (3,5 € en 2015), sur présentation d'un pass à découper dans le magazine Télérama (généralement les deux numéros précédant le début du festival). Le festival a lieu au mois de janvier et dure une semaine. Plus de 200 salles à travers toute la France y participent. 

## Films à l'affiche
Les films sont sélectionnés en fonction des critiques de la presse et des spectateurs.

### 2021
- Dark Waters de Todd Haynes
- Antoinette dans les Cévennes de Caroline Vignal
- Eva en août de Jonas Trueba
- Un pays qui se tient sage de David Dufresne
- Madre de Rodrigo Sorogoyen
- Séjour dans les monts Fuchun de Gu Xiaogang
- Les choses qu'on dit, les choses qu'on fait de Emmanuel Mouret
- Été 85 de François Ozon
- Adolescentes de Sébastian Lifshitz
- Effacer l'historique de Gustave Kervern et Benoît Delépine
- La Llorona de Jayro Bustamante
- Drunk de Thomas Vinterberg
- Josep de Aurel
- Sous les étoiles de Paris de Claus Drexel
- A Dark, Dark man de Adilkhan Yerzhanov
- Calamity, une enfance de Martha Jane Cannary de Rémi Chayé

De plus, le festival a choisi un programme de six films en avant-première :
- Le diable n'existe pas de Mohammad Rasoulof
- Gagarine de Fanny Liatard et Jérémy Trouilh
- La Terre des hommes de Naël Marandin
- Teddy de Ludovic et Zoran Boukherma
- Milla de Shannon Murphy
- 143 Rue du Désert de Hassen Ferhani

### 2020
- Parasite de Bong-Joon Ho
- Portrait de la jeune fille en feu de Céline Sciamma
- Douleur et gloire de Pedro Almodóvar
- Le traître de Marco Bellocchio
- Les misérables de Ladj Ly
- Once Upon a Time.. in Hollywood de Quentin Tarantino
- Alice et le maire de Nicolas Pariser
- Martin Eden de Pietro Marcello
- Pour Sama de Waad Al-Khateab et Edward Watts
- Le lac aux oies sauvages de Diao Yi'nan
- Une grande fille de Kantemir Balagov
- An Elephant Sitting Still de Hu Bo
- Sibel de Guillaume Giovanetti et Cagla Zencirci
- El reino de Rodriguo Sorogoyen

De plus, le festival a choisi un programme de quatre films en avant-première :
- La Bonne Épouse de Martin Provost
- Un fils de Mehdi Barsaoui
- La fille au bracelet de Stéphane Demoustier
- Dark Waters de Todd Haynes

### 2019
- Phantom thread de Paul Thomas Anderson
- Burning de Lee Chang-dong
- Cold War de Pawel Pawlikowski
- Amanda de Mikhaël Hers
- Plaire, aimer et courir vite de Christophe Honoré
- The rider de Chloé Zhao
- Leto de Kirill Serebrennikov
- Les frères Sisters de Jacques Audiard
- Une affaire de famille de Hirokazu Kore-Eda
- Une pluie sans fin de Dong Yue
- En liberté ! de Pierre Salvadori
- Girl de Lukas Dhont
- La mort de Staline de Armando Iannucci
- Nos batailles de Guillaume Senez
- La Prière de Cédric Kahn
- L'Île aux chiens de Wes Anderson

De plus, le festival a choisi un programme de quatre films en avant-première :
- La Dernière Folie de Claire Darling de Julie Bertuccelli
- Nos vies formidables de Fabienne Godet
- La Chute de l'empire américain de Denys Arcand
- Tout ce qu’il me reste de la révolution de Judith Davis[1].

### 2018
Le festival s'est déroulé du 24 au 30 janvier 2018.
- 120 Battements par minute, de Robin Campillo
- Faute d'amour, de Andreï Zviaguinstev
- Blade Runner 2049, de Denis Villeneuve
- The Lost City of Z, de James Gray
- Logan Lucky, de Steven Soderbergh
- Barbara, de Mathieu Amalric
- Visages, villages, d'Agnès Varda et JR
- Un homme intègre, de Mohammad Rasoulof
- L'Atelier, de Laurent Cantet
- Le Caire confidentiel, Tarik Saleh
- La Villa, de Robert Guédiguian
- Une vie violente, de Thierry de Peretti
- Certaines Femmes, de Kelly Reichardt
- Une femme douce, de Sergei Loznitsa
- Patients, de Grand Corps Malade et Mehdi Idir
- Le Grand Méchant Renard et autres contes..., de Benjamin Renner et Patrick Imbert

De plus, le festival a choisi un programme de cinq films en avant-première : 
- America, de Claus Drexel
- Razzia, de Nabil Ayouch
- Jusqu'à la garde, de Xavier Legrand
- Les Bonnes Manières, de Juliana Rojas et Marco Dutra
- À l'heure des souvenirs, de Rites Batra

Pour cette édition, 335 cinémas, labellisés Art et Essai, ont participé à l'événement et ont enregistré un total de 271 000 entrées.

### 2017
- Elle, de Paul Verhoeven
- Moi, Daniel Blake, de Ken Loach
- Café Society, de Woody Allen
- Juste la fin du monde, de Xavier Dolan
- Julieta, de Pedro Almodovar
- Toni Erdmann, de Maren Ade
- Frantz, de François Ozon
- La Tortue rouge, de Michael Dudok de Wit
- Les Ogres, de Léa Fehner
- Paterson, de par Jim Jarmusch
- Aquarius, de Kleber Mendonça Filho
- Nocturama, de Bertrand Bonello
- Midnight Special, de Jeff Nichols
- Victoria, de Justine Triet
- L'Économie du couple, de Joachim Lafosse
- Ma vie de courgette, de Claude Barras

### 2016
- Trois souvenirs de ma jeunesse, de Arnaud Desplechin
- Mia madre, de Nanni Moretti
- Comme un avion, de Bruno Podalydès
- Life, de Anton Corbijn
- L'Homme irrationnel, de Woody Allen
- Dheepan, de Jacques Audiard
- Much Loved, de Nabil Ayouch
- Birdman, d'Alejandro González Iñárritu
- Mustang, de Deniz Gamze Ergüven
- La Loi du marché, de Stéphane Brizé
- Taxi Téhéran, de Jafar Panahi
- Phoenix, de Christian Petzold
- Fatima, de Philippe Faucon
- Back Home, de Joachim Trier
- Phoenix, de Christian Petzold
- Marguerite, de Xavier Giannoli
- Phantom Boy, de Jean-Loup Felicioli et Alain Gagnol

### 2015
Le festival s'est déroulé du 21 au 27 janvier.
- Winter Sleep, de Nuri Bilge Ceylan
- Mommy, de Xavier Dolan
- Saint Laurent, de Bertrand Bonello
- Ida, de Pawel Pawlikowski
- The Grand Budapest Hotel, de Wes Anderson
- Only lovers left alive, de Jim Jarmush
- Bande de filles, de Céline Sciamma
- Léviathan, d'Andreï Zviaguntsev
- Dans la cour, de Pierre Salvadori
- Eastern Boys, de Robin Campillo
- Eden, de Mia Hansen-Love
- Une nouvelle amie, de François Ozon
- Under the skin, de Jonathan Glazer
- Hippocrate, de Thomas Lilti
- Au bord du monde, de Claus Drexel
- Le Garçon et le monde, d'Alê Abreu (Film Jeune public)

Mommy a été plébiscité par les spectateurs, appelés à voter pour leur film favori parmi la sélection.

### 2014
Le festival s'est déroulé du 15 au 21 janvier. 
- La Vie d'Adèle, d'Abdellatif Kechiche
- Django Unchained, de Quentin Tarantino
- Inside Llewyn Davis, de Joel & Ethan Coen
- Prisoners, de David Villeneuve,
- Frances Ha, de Noah Baumbach
- La grande belleza, de Paolo Sorrentino
- A Touch of Sin, de Jia Zhangke
- La danza de la realidad, d'Alejandro Jodorowsky
- Blue Jasmine, de Woody Allen
- L'Inconnu du lac, de Alain Guiraudie
- Le Géant égoïste, de Clio Barnard
- Mon âme par toi guérie, de François Dupeyron
- Le Passé, d'Asghar Farhadi
- Snowpiercer - le Transperceneige, de Bong Joon Ho
- Heimat, d'Edgar Reitz
- L'Extravagant Voyage du jeune et prodigieux T. S. Spivet, de Jean-Pierre Jeunet (Film Jeune public)

Les spectateurs ont voté pour La Vie d'Adèle.

### 2013
Le festival s'est déroulé du 16 au 22 janvier.
- Oslo, 31 août, de Joachim Trier
- Holy Motors, de Leos Carax
- Take Shelter, de Jeff Nichols
- Amour, de Michael Haneke
- Margin Call, de J.C. Chandor
- De rouille et d'os, de Jacques Audiard
- Killer Joe, de William Friedkin
- Moonrise Kindgom, de Wes Anderson
- The Deep Blue Sea, de Terence Davies
- Les Adieux à la reine, de Benoît Jacquot
- Camille redouble, de Noémie Lvovsky
- Elena, de Andrey Zvyagintsev
- Dans la maison, de François Ozon
- Adieu Berthe ou l'enterrement de mémé, de Bruno Podalydès
- Tabou, de Miguel Gomes
- Les Enfants loups, Ame et Yuki, de Mamoru Hosoda (Film Jeune public)

### 2012
Le festival s'est déroulé du 18 au 24 janvier.
- Les Neiges du Kilimandjaro, de Robert Guédiguian
- L'Exercice de l'État, de Pierre Schoeller
- Il était une fois en Anatolie, de Nuri Bilge Ceylan
- Une séparation, de Asghar Farhadi
- La guerre est déclarée, de Valérie Donzelli
- La piel que habito, de Pedro Almodóvar
- Tomboy, de Céline Sciamma
- Le Havre, de Aki Kaurismäki
- Drive, de Nicolas Winding Refn
- Le Gamin au vélo, de Jean-Pierre & Luc Dardenne
- Habemus Papam, de Nanni Moretti
- Black Swan, de Darren Aronofsky
- Incendies, de Denis Villeneuve
- Essential Killing, de Jerzy Skolimowski
- Les Biens-aimés, de Christophe Honoré

### 2011
Le Festival s'est déroulé du 19 au 25 janvier.
- The Social Network, de David Fincher
- Bright Star, de Jane Campion
- Mystères de Lisbonne, de Raoul Ruiz
- The Ghost Writer, de Roman Polanski
- Another Year, de Mike Leigh
- Poetry, de Lee Chang-dong
- Des hommes et des dieux, de Xavier Beauvois
- Tournée, de Mathieu Amalric
- Fantastic Mr. Fox, de Wes Anderson
- White Material, de Claire Denis
- Mammuth, de Benoît Delépine et Gustave Kervern
- L'Illusionniste, de Sylvain Chomet
- Vous allez rencontrer un bel et sombre inconnu, de Woody Allen
- Policier, adjectif, de Corneliu Porumboiu
- Dans ses yeux, de Juan José Campanella

### 2010
- Inglourious Basterds, de Quentin Tarantino
- Un prophète, de Jacques Audiard
- Whatever Works, de Woody Allen
- Les Herbes folles, d'Alain Resnais
- Vincere, de Marco Bellocchio
- Le Ruban blanc, de Michael Haneke
- Non ma fille, tu n'iras pas danser, de Christophe Honoré
- Harvey Milk, de Gus Van Sant
- Still Walking, de Kore-Eda Hirokazu
- Adieu Gary, de Nassim Amaouche
- Mary et Max, d' Adam Elliot
- L'Étrange Histoire de Benjamin Button, de David Fincher
- Le Temps qu'il reste, de Elia Suleiman
- Irène, d'Alain Cavalier

### 2009
- À bord du Darjeeling Limited, de Wes Anderson
- Entre les murs, de Laurent Cantet
- L'Heure d'été, d'Olivier Assayas
- Home, d'Ursula Meier
- Hunger, de Steve McQueen
- Into the Wild, de Sean Pen
- Juno, de Jason Reitman
- Les plages d'Agnès, d'Agnès Varda
- Séraphine, de Martin Provost
- Le Silence de Lorna, de Jean-Pierre et Luc Dardenne
- There will be blood, de Paul Thomas Anderson
- Un conte de Noël, d'Arnaud Desplechin
- Valse avec Bachir, d'Ari Folman
- Vicky Cristina Barcelona, de Woody Allen
- La Vie moderne, de Raymond Depardon

### 2008
- La Vie des autres, de Florian Henckel von Donnersmarck
- 4 mois, 3 semaines, 2 jours, de Cristian Mungiu
- Boulevard de la mort, de Quentin Tarantino
- Les Climats, de Nuri Bilge Ceylan
- De L'Autre Côté, de Fatih Akin
- Les Promesses de l'ombre, de David Cronenberg
- Les Chansons d'amour, de Christophe Honoré
- Persepolis, de Marjane Satrapi et Vincent Paronnaud
- Jesus Camp, de Heidi Ewing et Rachel Grady
- Paranoid Park, de Gus Van Sant
- Angel, de François Ozon
- La Fille coupée en deux, de Claude Chabrol
- Zodiac, de David Fincher
- Le Fils de l'épicier, de Eric Guirado
- La Question humaine, de Nicolas Klotz

### 2007
- Volver, de Pedro Almodovar
- Le Secret de Brokeback Mountain, d'Ang Lee
- L'Ivresse du pouvoir, de Claude Chabrol
- Le Caïman, de Nanni Moretti
- Le vent se lève, de Ken Loach
- La Mort de Dante Lazarescu, de Cristi Puiu
- Dans Paris, de Christophe Honoré
- Little Miss Sunshine, de Jonathan Dayton et Valerie Faris
- Le Pressentiment, de Jean-Pierre Darroussin
- Walk The Line, de James Mangold
- La Raison du plus faible, de Lucas Belvaux
- U, de Grégoire Solotareff et Serge Elissalde
- Libero, de Kim Rossi Stuart
- Brick, de Rian Johnson
- C.R.A.Z.Y., de Jean-Marc Vallée

### 2006
- A History of Violence, de David Cronenberg
- De battre mon cœur s'est arrêté, de Jacques Audiard
- The Taste of tea, de Katsuhito Ishii
- Match Point, de Woody Allen
- Les Amants réguliers, de Philippe Garrel
- L'Enfant, de Jean-Pierre et Luc Dardenne
- Le Temps qui reste, de  François Ozon
- Broken Flowers, de Jim Jarmusch
- Peindre ou faire l'amour, de Arnaud et Jean-Marie Larrieu
- Caché, de Michael Haneke
- La Moustache, d'Emmanuel Carrère
- The President's Last Bang, d'Im Sang-soo
- Mysterious Skin, de Gregg Arak
- Le Cauchemar de Darwin, de Hubert Sauper
- La Vie aquatique, de Wes Anderson

## Succès
Chaque année, le festival Télérama attire de nombreux spectateurs dans les 250 salles partenaires. Malgré une baisse de la fréquentation des cinémas en 2013, on a dénombré[Qui ?] en 2014 288 000 entrées durant le festival. 
Le festival, dont le rayonnement est percevable surtout sur le cinéma d'auteur[réf. nécessaire], a permis à La Vie d'Adèle de dépasser le million d'entrées en 2013. La même année, en Île-de-France, les 54 cinémas partenaires ont réalisé 10 % de leur part de marché pendant le festival[réf. nécessaire]. 
C'est donc un événement non négligeable, pour les cinémas comme pour le magazine : en janvier 2013, les ventes du magazine ont augmenté de 33 000 exemplaires[non neutre].